# Eudorylas concavus
Eudorylas concavus är en tvåvingeart som beskrevs av Yang och Xu 1998. Eudorylas concavus ingår i släktet Eudorylas och familjen ögonflugor. Inga underarter finns listade i Catalogue of Life.